# Rudolf Kindt
Rudolf Kindt (* 27. Januar 1873 in Birkenfeld/Old.; † 4. November 1928 in Darmstadt) war ein Verleger und Politiker (DNVP) und ehemaliger Abgeordneter im Landesrat von Deutsch-Südwestafrika und des Landtags des Volksstaates Hessen in der Weimarer Republik.

## Leben
Rudolf Kindt war der Sohn des Obergerichtsrates Konstantin Kindt und dessen Frau Antonie, geborene Weschke. Rudolf Kindt, der evangelischer Konfession war, blieb unverheiratet. Nach dem Studium in Darmstadt, wo er Mitglied des Corps Hassia wurde, und in Karlsruhe arbeitete er ab 1907 als Farmer und Kaufmann in Windhoek. Wenig später wurde er als Redakteur bei der Deutsch-Südwestafrikanischen Zeitung angestellt und war ab 1909 deren Herausgeber. 1910 gründete er die Zeitung Südwest. Von 1910 bis 1915 war Kindt Mitglied des Landesrates von Deutsch-Südwestafrika. Mit der zunehmenden Machtübernahme durch die Südafrikanische Union brachte Kindt 1915 15 Ausgaben der Kriegsnachrichten heraus.
1919 wurde er von der englischen Siegermacht aus Südwestafrika ausgewiesen und lebte danach als Schriftsteller in Darmstadt.
Von 1921 bis zu seinem Tod 1928 war er Abgeordneter im Landtag des Volksstaates Hessen. Nach seinem Tod rückte Julie Heraeus für ihn in den Landtag nach.

## Schriften
- Das Erste Märchen. Die biblische Schöpfungsgeschichte in einer Überlieferung aus Südwestafrika, Darmstadt 1927 (Nachdruck M.-G. Schmitz-Verlag, Nordstrand 2011, ISBN 978-3-938098-64-6).
- Deutsch-Südwest und die Heimat! Gedichte aus der deutschen Kolonialzeit, Gießen 1922 (Nachdruck Manfred Schmitz, 2011, ISBN 978-3938098646).
- Auftakte zum südwestafrikanischen Landesrat. In: Koloniale Monatsblätter, Jg. 15, 1913, S. 212–219.